# Helmut Steger
Helmut Steger (* 1948) ist ein deutscher Musikpädagoge,  Chorleiter und Komponist.

## Leben
Helmut Steger studierte Musikpädagogik an der Musikhochschule Heidelberg-Mannheim und an der Universität Heidelberg. Als Gymnasiallehrer für Musik war er anschließend in Aalen und Ulm fast 20 Jahre lang im Schuldienst.
Neben seiner musikpädagogischen Haupttätigkeit leitete Steger noch verschiedene Chortypen wie Schulchor, Kammerchor, Gesangverein, Kantorei und Solistenensemble. Auf Empfehlung des deutschen Chorleiters Gottfried Wolters wirkte er auch 30 Jahre lang im Bundesvorstand des Verbandes Arbeitskreis Musik in der Jugend (AMJ) mit und war von 2000 bis 2006 dessen Vorsitzender. Zudem war er als leitender Mitarbeiter für den europäischen Chorverband Europäische Föderation Junger Chöre »Europa cantat« tätig. Steger ist Mitgründer, Mitorganisator, Dozent und Jury-Mitglied bei deutschen und europäischen Festivals und Wettbewerben.
Chorleiterischer Schwerpunkt war für Steger in den Jahren 1985 bis 1997 die Arbeit mit dem Ulmer Kinder- und Jugendchor Ulmer Spatzen. Unter seiner Leitung gewann der Spatzenchor zahlreiche Preise bei Wettbewerben. Es kam zu Erst- und Uraufführungen sowie Konzerttourneen in die USA, nach Japan, Großbritannien und Russland.
Mit einer Gruppe altersbedingt aus dem Jugendchor ausgeschiedener Sängerinnen der Ulmer Spatzen gründete Steger im Jahr 1995 in Ulm einen neuen Kammerchor für Frauen, für den er den Namen Cantus Novus Ulm wählte. Mit diesem Chor gewann er bei den Deutschen Chorwettbewerben in den Jahren 1998 (Regensburg) und 2002 (Osnabrück) jeweils einen 2. Preis in der Kategorie Frauenchor und  einen Sonderpreis.
Von 1998 bis 2003 leitete Helmut Steger den Stadtsingechor zu Halle in Halle (Saale). Mit diesem Knabenchor gewann  er beim Deutschen Chorwettbewerb 2002 in Osnabrück einen 1. Preis und einen Sonderpreis in der Kategorie Knabenchöre.
Helmut Steger ist auch als Komponist tätig. Die Uraufführungen seiner Werke finden oft im Rahmen von Konzertauftritten seiner Chöre statt, mit denen er bereits drei CDs einspielte. Er lebt als freier Chorleiter und Dozent in Großsachsen, einem Teilort von Hirschberg an der Bergstraße. Dort war er 2015 Mitbegründer des Vereins „Musik in Hirschberg“, dessen Vorsitzender er ist.

## Werke (Auswahl)
- Braunschweiger Chorheft. Festliche Tage Europäischer Chormusik Braunschweig 1990. Partitur, hrsg. von Helmut Steger (im Auftrag des Arbeitskreises Musik in der Jugend), Karl Heinrich Möseler, Wolfenbüttel 1990.
- Ralphs Bücherkiste, hrsg. von Helmut Steger (im Auftrag des Arbeitskreises Musik in der Jugend), Karl Heinrich Möseler, Wolfenbüttel 1990.
- O Lux Beata, Trinitatis, Motette
- O nata lux de lumine, Motette für Frauenchor und Posaunenquartett
- Missa 2008, Messe